# Две жизни Ясобуро Хачия
«Две жизни Ясобуро Хачия» — документальный фильм режиссёра Алексея Погребного. Россия, 2007 год.

## Сюжет
История жизни бывшего японского солдата, попавшего в плен в ходе Второй мировой войны; его взаимоотношениях с русской женщиной Клавдией. Ясобуро сорок лет провёл в чужой для него стране, часть из которых — в тюрьмах и лагерях. Клавдия не расстаётся с ним до тех пор, пока у него не появляется возможность выехать на родину. Женщина отпускает его к прежней семье.

## Отзывы
… фильм о жертвенной любви русской женщины. Она посвятила свою жизнь японцу, осужденному по навету и проведшему в сталинских лагерях более десяти лет. Сорок лет она скрашивала его жизнь на чужбине, видя, как он тоскует по родине. И как только ослабели недреманное око и стальная хватка советского режима, она сделала всё для того, чтобы любимый человек смог вернуться домой. Она обрекла себя на одинокую старость, но счастлива оттого, что её любимый «Яков Иванович» (так она называла Ясобуро) сможет получить в Японии хорошее медицинское обслуживание. «Она отдала мне всё», — говорит Ясобуро. Даже деньги, собранные на собственные похороны, она тайком от него положила на дно чемодана. Нашёл он их только в Японии"— Александр Богатырев,  Православие.Ru

## Призы
- Приз «Золотой кентавр» за лучший полнометражный фильм национального конкурса документального кино «Окно в Россию», Санкт-Петербург, 2006.[2]
- Премия Лавр в номинации «Лучший полнометражный неигровой телевизионный фильм», 2006[3]
- Отмечен медалью XII Международного фестиваля «Радонеж».